# Guerre civile yéménite de 1994
Ne doit pas être confondu avec Guerre civile yéménite.
Pour les articles homonymes, voir guerre du Yémen.
La guerre civile yéménite de 1994 est un conflit qui oppose du 20 février au 7 juillet 1994 les forces fidèles à Ali Abdallah Saleh aux partisans d'Ali Salem al-Beidh, ce qui conduit à la proclamation de la république démocratique du Yémen, trois mois après le début de la guerre. L'Arabie saoudite a soutenu les socialistes basés à Aden et les soufistes du Hadhramaout.
La tentative de sécession échoue au bout de deux mois, après plus de 10 000 morts. De nombreux membres du Parti socialiste yéménite sont contraints à l'exil au terme d'un conflit qui marque la réunification finale du pays.

## Contexte
La république du Yémen fut déclarée le 22 mai 1990. Ali Abdallah Saleh devint le président du Yémen, Ali Salem al-Beidh le vice-président tandis qu'Haider Aboubaker al-Attas, l’ancien chef d’État du Sud devient premier ministre du Yémen. Une période transitoire de 30 mois fut fixée afin de fusionner les deux systèmes politiques et économiques. Un Conseil présidentiel de cinq membres fut élu par les parlements respectifs des deux anciens pays. Un nouveau parlement, commun aux deux pays, la Chambre des députés provisoire, fut fondée. Il était composé de 159 membres originaires du Nord, de 111 membres originaires du Sud et de 31 membres indépendants nommés par le président du Conseil présidentiel.
Une nouvelle constitution fut convenue en mai 1990 et ratifiée par le peuple en mai 1991. Cette constitution prônait un système politique multipartite, des élections libres, le droit à la propriété privée, l'égalité devant la loi, et le respect des droits humains fondamentaux. Des élections législatives eurent lieu le 27 avril 1993 : le parlement résultant fut composé de 143 membres du Congrès général du peuple, de 69 membres du Parti socialiste yéménite, de 63 membres du Islaah (un parti yéménite réformiste composé de divers groupes religieux) et de quelques autres membres de divers partis politiques. Allié au président nordiste, Ali Abdallah Saleh, le dirigeant d'al-Islah, Abdallah ibn Hussein al-Ahmar, devint le président du Parlement yéménite. À noter que le Sud était en 1994 peuplé de 3 millions d'habitants contre 12 millions d'habitants au Nord, en raison des migrations massives de la population fuyant le régime marxiste pour rejoindre le Nord.
Les dissensions entre al-Beidh et Saleh duraient depuis le 19 août 1993, lorsque, au retour d’une tournée à l’étranger, le vice-président avait regagné son fief d’Aden et refusé de se rendre dans la capitale, Sanaa. La découverte de pétrole dans le sud du pays a attisé celles-ci car la réunification en 1990 avait été acceptée sous le poids de la pauvreté.
En septembre 1993, Ali Salem al-Beidh publia une liste en dix-huit points qui était autant de conditions à son retour à Sanaa. Ce programme prévoyait une large décentralisation économique et administrative, et de facto une modification de la Constitution dans un sens fédéral, la mise en œuvre d’une série de mesures visant à assainir l’économie du Yémen et les finances de l’État, la lutte contre la corruption, le retrait des bases militaires des principales villes, et l’arrestation des auteurs des attentats qui ont coûté la vie à environ cent cinquante cadres du Parti socialiste yéménite. Ce dernier point était l’un des plus sensibles dans la mesure où ces meurtres sont notoirement commandités par l’entourage du président Saleh.
Le 18 janvier 1994, un accord de fusion des deux armées est présenté. La signature de l'accord est prévue pour le 4 février puis reportée, alors que des divergences subsistent encore.
Après des reports, la signature de l'accord de réconciliation intervint le 20 février 1994 à Amman en Jordanie, car la confiance ne régnait pas entre les parties, mais Ali Salim al-Beidh exigea d'Ali Abdallah Saleh l’arrestation immédiate de ses frères. Quant au cheikh Abdallah al-Ahmar, président du Parlement et chef du parti Islah, il conditionnait sa signature au retour d'al-Beidh à Sanaa. Mais au lieu de rentrer dans la capitale yéménite, Ali Salem al-Beidh et ses principaux lieutenants entamèrent aussitôt une tournée diplomatique dans le monde arabe.

## Chronologie
Le 21 février 1994, au lendemain de cette réconciliation avortée, ont lieu les premiers combats, dans la province d’Abyan, à l’est d’Aden, opposant la brigade nordiste Al Amaliqa (signifiant « les géants ») à la brigade sudiste Al Wahda (signifiant « l’unité ») basée en Hadramaout,. Le 24 février, les combats reprennent.
Le vice-président Ali Salem al-Beidh n’a rien fait pour faciliter le compromis. À chaque exigence acceptée, il en ajoutait une nouvelle, faisant perdre la face au président Saleh. Selon les milieux nordistes, cette stratégie de la tension visait à provoquer un refus dont il aurait tiré argument pour proclamer la sécession. En accédant à toutes ses demandes, Ali Abdallah Saleh aurait privé son adversaire du prétexte qu’il recherchait. Des sources indépendantes à Sanaa partagent cette analyse, mais la complètent : en acceptant formellement les concessions demandées, le président Saleh n’avait aucune intention de les respecter, cherchant seulement à gagner du temps, persuadé qu’il ne parviendrait pas à résoudre politiquement la crise qui l’opposait à son vice-président. Selon ces sources, Ali Abdallah Saleh aurait, dès décembre 1993, choisi l’option militaire, alors même qu’il acceptait publiquement les projets de réforme constitutionnelle qui, mis en œuvre, l’auraient privé de l’essentiel de ses prérogatives. L’impréparation de l’armée sudiste lors des premières semaines de combat semble confirmer cette thèse.
Les dirigeants sud-yéménites proclament la création de la république démocratique du Yémen dirigé par Ali Salim al-Beidh, vice-président depuis la réunification du pays et secrétaire général du Parti socialiste yéménite. Cet État qui n'est officiellement reconnu par aucun pays de la communauté internationale mais implicitement par le Conseil de coopération du Golfe correspond au territoire de l'ancien Yémen du Sud (soit la majeure partie du pays) ; la décision des dirigeants de la république du Yémen d'appuyer l'Irak de Saddam Hussein lors de la première guerre du Golfe et l'antagonisme territorial de longue date avec l'Arabie saoudite expliquent entre autres cette position.
Au début du conflit, le Nord aligne 36 000 hommes contre 24 000 au Sud.
| Effectifs militaires                      | Yémen du Nord | Yémen du Sud |
| Effectifs totaux                          | 36 000 h.     | 24 000 h.    |
| Brigades blindés                          | 8             | 2            |
| Brigades mécanisée                        | 1             | 2            |
| Brigades d’artillerie ou de commandos     | 3             | 1            |
| Brigades d’infanterie                     | 12            | 8            |
| Chars de combat                           | 800           | 530          |
| Véhicules de reconnaissance               | 50            | 130          |
| Véhicules blindés de combat d’infanterie  | 230           | 150          |
| Véhicules blindés de transport de troupes | 370           | 325          |
| Autres véhicules blindés                  | 230           | 240          |
| Canons                                    | 600           | 250          |
| Artillerie tractée                        | 332           | 225          |
| Effectifs de l'aviation                   | 2 000 h.      | 1 200 h.     |
| Aéronefs                                  | 114           | 83           |
| Effectifs de la marine                    | 500 h.        | 1 000 h.     |
| Patrouilleurs                             | 8             | 10           |
| Navires amphibie                          | 4             | 5            |

Le 30 avril, d'autres combats ont lieu à Amran.
Le 4 mai 1994 lorsque l'armée de l'air sudiste bombarde Sanaa, la capitale du Yémen du Nord. L'armée de l'air nordiste répond à ces actes en bombardant Aden, la capitale du Yémen du Sud.
Le Sud perd un tiers de son armée dans les combats initiaux lorsque ses forces se soulèvent au Nord, où elles sont stationnées. Les forces nord-yéménites ont en effet opéré une attaque préventive en détruisant ces unités sudistes avant que les livraisons d’armes acquises n’arrivent au Sud-Yémen, de ce fait, les partisans du parti socialiste yéménite se sont trouvés désemparés dès le départ.
Le président nordiste, Ali Abdallah Saleh, déclara un état d'urgence pour une période de 30 jours. Simultanément, les ressortissants étrangers commencent à évacuer le pays. Des missiles balistiques Scud sont également lancés par l'armée sudiste contre Sanaa, tuant des dizaines de civils parmi la population locale.
Les dirigeants sudistes (Ali Salim al-Beidh) déclarèrent la sécession et la mise en place de la république démocratique du Yémen le 21 mai 1994 qui ne fut reconnue officiellement par aucun gouvernement de la communauté internationale.
À la mi-mai, les forces nordistes, soutenues par des moudjahidines vétérans de la guerre d'Afghanistan contre le régime communiste lancèrent une offensive avec pour objectif de prendre le contrôle de Aden.
Le 16 mai, les nordistes prennent la base aérienne Al-Anad,.
La ville clé de Ataq, contenant la majeure partie des champs pétrolifères du pays, fut prise le 24 mai 1994, permettant ainsi le ravitaillement des véhicules blindés et autres véhicules mécanisés de l'armée nordiste.
Le Conseil de sécurité des Nations unies adopta le 1er juin 1994 la résolution 924 appelant à la fin des combats et à un cessez-le-feu, demande renouvelée avec la résolution 931 du 29 juin 1994. Un cessez-le-feu fut déclaré le 6 juin 1994 mais ne dura seulement qu'une période de 6 heures alors que les pourparlers de paix qui avaient lieu au Caire en Égypte s'effondrèrent progressivement. L'armée nordiste entre dans Aden le 4 juillet 1994. Les poches de résistance tombent une par une au fur et à mesure que l'armée nordiste entre dans la ville, elle est finalement sous contrôle le 7 juillet 1994, marquant la fin de la guerre alors que des milliers de combattants et les dirigeants sudistes partent en exil, notamment en Arabie saoudite mais également en Syrie.
Presque tous les combats se déroulèrent dans la partie sud du pays, en dépit des attaques aériennes et de missiles Scud contre les villes et les grandes installations dans le Nord.
Les sudistes sollicitèrent l'appui des pays voisins : des équipements militaires et de l'aide financière estimés à une valeur totale de quelques milliards de dollars furent offerts par l'Arabie saoudite qui se sentait menacée par un Yémen unifié. Elle aurait financé certains achats d'armement, comme des MiG-29 russes arrivés pendant le conflit ; elle accueillera d'ailleurs les principaux chefs sudistes une fois la défaite consommée. Oman, Bahreïn, les Émirats arabes unis, la Syrie et l'Égypte penchent plutôt pour le sud, cette dernière pour s'opposer au Soudan qui est du côté du président Saleh.
Le Nord reçoit le soutien du régime bassiste de Saddam Hussein qui aurait offerts plusieurs pilotes, et de la Jordanie qui participe à l'entretien des chasseurs Northrop F-5 Freedom Fighter. Le Qatar, qui a connu des affrontements frontaliers avec l'Arabie saoudite en 1992, appuie également le président Saleh.
Les États-Unis, qui ménagent au départ l'allié saoudien, veulent finalement aboutir à un règlement, appuient l'offensive nordiste et appellent à plusieurs reprises à un cessez-le-feu, mais ces demandes sont infructueuses, même par des envoyés spéciaux de l'ONU.
Les pertes totales du conflit sont estimées de  7 000 à 10 000 morts selon les sources.

## Conséquences
Par la suite, le gouvernement yéménite engagea des poursuites judiciaires contre les dirigeants sudistes : Ali Salem al-Beidh, condamné à mort par contumace qui vit depuis en exil à Oman, Haydar Abu Bakr Al-Attas (premier ministre), Abd Al-Rahman Ali Al-Jifri (vice-président du conseil présidentiel) et Salih Munassar Al-Siyali, pour détournement de fonds publics. Les autres membres du gouvernement sudiste, dont les généraux d'armée, furent amnistiés par les autorités.
Au lendemain de la guerre civile, le Conseil présidentiel créée lors de la réunification du Yémen fut supprimé par des amendements constitutionnels. Le président Ali Abdallah Saleh fut élu par le Parlement le 1er octobre 1994 pour un mandat de 5 ans. La Constitution du pays prévoit désormais que le président sera élu par le vote populaire à partir d'au moins deux candidats choisis par le législateur. Le Yémen tint ses deuxièmes élections législatives en avril 1997.
Le Congrès général du peuple (à majorité nordiste) est jusqu'à la révolution yéménite de 2011 le parti dominant et doit faire face à de nombreuses reconstructions à la suite des dégâts provoqués par la guerre. Depuis 2007, un groupe armé, le Mouvement du Yémen du Sud (MYS, également appelé le Mouvement pacifique du Sud ou encore le Mouvement séparatiste du Sud), est fondé, appelant à la sécession du sud et le rétablissement d'un État indépendant au Sud. Ce mouvement a gagné en force dans de nombreuses régions dans le sud du pays, conduisant à une augmentation des tensions et parfois à de violents affrontements avec l'armée gouvernementale.